# Universidade Estadual do Oeste do Paraná
A Universidade Estadual do Oeste do Paraná (Unioeste) é uma instituição pública de ensino superior brasileira, mantida pelo Governo do Estado do Paraná e com sede em Cascavel. Possui campi em Cascavel, Foz do Iguaçu, Francisco Beltrão, Marechal Cândido Rondon e Toledo.
Em 2020, de acordo com a Times Higher Education (THE), a Unioeste se posicionou entre as 100 universidades mais bem colocadas da América Latina, ficando em 6º lugar no Estado e 51º no Brasil.

## Histórico
A Unioeste foi criada pela Lei Estadual nº 8.680, de 30 de dezembro de 1987, integrando quatro faculdades municipais: a Fundação Faculdade de Educação, Ciências e Letras de Cascavel (Fecivel), a Faculdade de Ciências Sociais Aplicadas de Foz do Iguaçu (Facisa), a Faculdade de Ciências Humanas de Marechal Cândido Rondon (Facimar) e a Faculdade de Ciências Humanas Arnaldo Busato (Facitol). Em 1998, por meio da Lei Estadual nº 12.235, de 24 de julho, a Faculdade de Ciências Humanas de Francisco Beltrão (Facibel) também foi incorporada à Unioeste. Foi reconhecida como universidade por meio da Portaria Ministerial n° 1784-A, de 23 de dezembro de 1994, e do Parecer do Conselho Estadual de Educação n° 137, de 1994.
Em 2000, por meio da Lei Estadual nº 13.029, de 27 de dezembro, o Hospital Regional de Cascavel foi transformado em Hospital Universitário do Oeste do Paraná e transferido para a Unioeste.

## Organização
A Unioeste é uma universidade multicampi com unidades nas regiões Oeste e Sudoeste do Paraná, além do Hospital Universitário e da Reitoria, que ficam em Cascavel. Cada campus, por sua vez, é subdividido em centros que são organizados de acordo com áreas de conhecimento específicas. No total, são dezessete centros. Os cursos de graduação e os programas de pós-graduação são alocados em um centro conforme a compatibilidade com a área de conhecimento.
Cada nível administrativo da Unioeste é gerido por um órgão deliberativo, que é colegiado e soberano, e um órgão executivo, representado pela figura de diretores ou coordenadores. A estrutura repete-se desde a reitoria, administrada pelo Conselho Universitário e pelo Reitor (denominada "administração superior"), até os cursos de graduação e pós-graduação, chefiados pelos Colegiados de Curso e pelas Coordenações (denominados "administração básica setorial").